# 요시이 마사토
요시이 마사토(일본어: 吉井 理人, 1965년 4월 20일 ~ )는 일본의 전 프로 야구 선수이자 야구 지도자, 야구 해설자이다. 와카야마현 아리다군 아리다가와정 출신이며 현역 시절 포지션은 투수였다.
현역 시절은 긴테쓰 버펄로스를 시작으로, 일본 프로 야구(이하: NPB) 4구단·메이저 리그 베이스볼(이하: MLB) 3구단에서 활약했다. 2007년에 현역에서 은퇴한 후에는 야구 해설자로서의 활동 기간(2013년·2014년)을 거치면서 퍼시픽 리그 3개 구단에서의 코치를 거쳐, 2023년부터 지바 롯데 마린스의 감독을 맡게 됐다.
또한 2014년 이후에는 쓰쿠바 대학 대학원에서의 인간 종합 과학 연구과 박사 전기 과정 체육학 전공 야구 코칭론 연구실의 학생으로서 야구의 코칭 이론을 연구했다. 2016년에는 홋카이도 닛폰햄 파이터스 1군 투수 코치로 복귀하는 한편, 프로 야구 시즌 전에 같은 과정으로부터 석사(체육학) 학위를 받았다.

## 인물

### 프로 입단 전
고등학생 시절까지는 와카야마현에서 거주했는데 히가시오 오사무(전 세이부 라이온스 감독)와는 졸업한 초등학교, 중학교, 고등학교는 같았고 요시이는 히가시오와 같은 등번호 21을 희망하는 경우가 많았는데 그나마 말년에 잠시 거쳐간 롯데에서는 21번을 달지 못했으며 감독이 되어서야 21번을 간신히 달 수 있었고 한국 프로야구 투수 출신 정식 감독 중에서는 김성근 감독이 SK 한화 감독 시절 38번을 달았지만 38번 외의 30번대 등번호와 10번대 20번대 등번호를 단 투수 출신 정식 감독은 전무하다.
와카야마 현립 미노시마 고등학교 시절에는 고시엔 대회에 2차례나 출전했고(1982년 제54회 선발 고등학교 야구 대회와 1983년 제65회 전국 고등학교 야구 선수권 대회) 1983년 가을에 열린 프로 야구 드래프트 회의에서는 긴테쓰 버펄로스로부터 2순위 지명을 받아 입단했다.

### 프로 입단 후

#### 긴테쓰 버펄로스 시절
1년째는 2군에서만 시즌을 보냈고 2년째인 1985년에는 1군에 처음으로 등판하여 프로 4년째인 1987년에 첫 승리를 거두었다. 5년째인 1988년에는 마무리 투수로서 활약하는 등 10승 24세이브를 기록해 최우수 구원 투수 타이틀을 획득했고, 일본 야구계에서 최고의 경기로 꼽히는 일명 ‘10월 19일의 비극’이라고 불린 경기에서도 등판했다. 다음해인 1989년에도 5승 20세이브라는 좋은 성적을 남겼지만 1991년부터는 극심한 부진에 시달리면서 1993년부터는 선발 투수로 전향했다.

#### 야쿠르트 스왈로스 시절
그 후, 스즈키 게이시 감독과의 갈등을 일으킨 적도 있어 1995년에는 니시무라 다쓰지와의 맞트레이드로 야쿠르트 스왈로스에 이적, 야쿠르트에서는 선발진의 일원으로서 활약하는 등 처음으로 규정 투구 이닝을 채워 팀의 우승에 기여했다. 8월 6일의 히로시마 도요 카프전(메이지 진구 야구장)에서는 경기 개시 직후에 기상 악화로 천둥 번개가 치기 시작하면서 요시이의 제구가 흐트러지기 시작해 볼넷을 연발하는 위험한 상황이 발생했다. 결국 3회 도중 8실점을 기록하여 패전 투수가 되었고 팀도 4대 15로 대패했다. 1995년 시즌에 요시이는 지금까지 센트럴 리그에서 사사구가 가장 적은 투수였다.
2년 뒤인 1997년 8월 5일, 요미우리 자이언츠전(오사카 돔)에서의 3회말 도중에 백네트 뒤쪽에 있던 한 관중이 레이저포인트 빔으로 마운드에 있던 요시이의 얼굴을 향해 쏘았다. 레이저포인트 빔으로 피해를 입은 요시이는 곧바로 마운드에 내려가 백네트 뒤쪽을 가리켜 항의했는데 이 관중이 레이저포인트 빔을 쏜 의도는 아직까지도 밝혀지지 않았다. 1997년까지 3년 연속으로 두 자릿수 승리(당시 두 자릿수 선발승 - 96년 10, 97년 12)를 기록했다.
1997년 시즌 종료 후 FA권을 행사하여 단 노무라를 대리인으로 선임했고 주니치 드래건스, 요미우리 자이언츠, 세이부 라이온스 등 국내 구단으로부터의 입단 권유가 있었지만 이를 거절했고 뉴욕 메츠와의 1년간 20만 달러+성과급 지급으로 계약을 맺었다.

### 메이저 리그 시절

#### 뉴욕 메츠

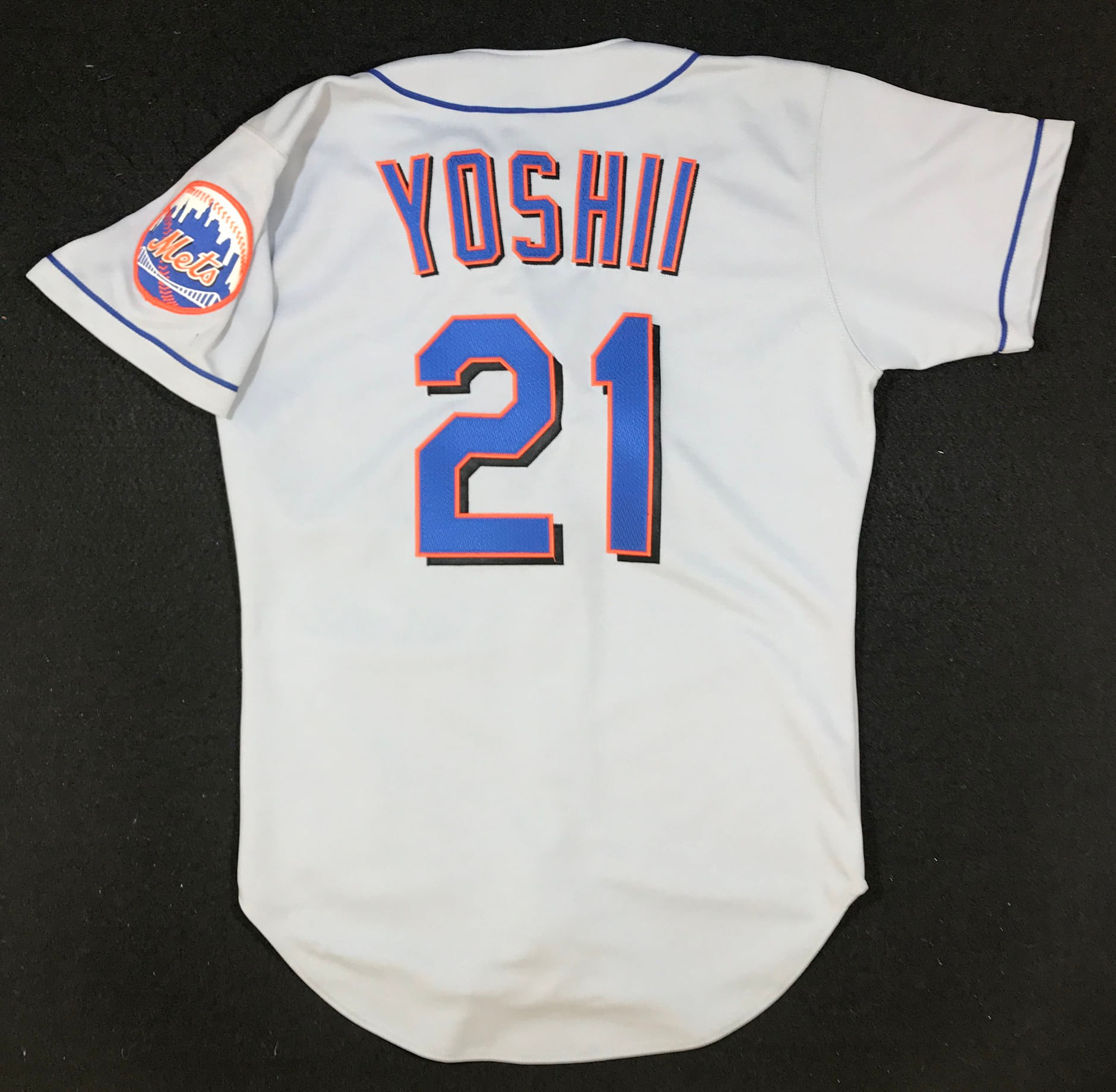
1998 New York Mets #21 Masato Yoshii road jersey

1998년 4월 5일 피츠버그 파이리츠전에서 메이저 리그 진출 이후 처음으로 선발 등판하여 7이닝을 3안타 무실점으로 호투해 메이저 리그 첫 승리 투수가 되었다. 5월 21일의 신시내티 레즈전에서는 9개의 피안타와 3개의 볼넷을 기록하면서도 1실점으로 호투하는 등 노모 히데오에 이어 일본인 메이저 리거로서는 역대 2번째의 완투 승리를 거두었다. 전반기에서는 16경기에 선발 등판하여 4승 4패, 평균자책점 3.42, WHIP 1.29의 성적을 기록했고 8월에는 등번호를 일본에 있을 때와 똑같은 21으로 변경했다.
같은 달 6일의 샌프란시스코 자이언츠전에서는 포수 마이크 피아자와의 볼배합을 둘러싸고 말다툼이 일어났지만 그 이후에는 함께 식사하러 가는 등 사이가 점점 좋아지기도 했다. 그러나 후반기에는 13경기에 선발 등판하여 2승 4패, 평균자책점 4.52, WHIP 1.25의 저조한 성적을 남겼고 11월 12일에는 2년 간 500만 달러로 뉴욕 메츠와 재계약을 맺었다.
1999년에는 오른쪽 무릎 통증에 시달리면서 전반기에는 17경기의 등판에 6승 7패, 평균자책점 5.02, WHIP 1.40의 성적을 남겼다. 그러나 8월에는 2승 1패와 평균자책점 2.51, WHIP 0.80으로 호투하는 등의 맹활약으로 팀의 월간 최우수 투수로 선정되어 9월 5일의 콜로라도 로키스전에서는 시즌 10승째를 올렸다. 8월 이후에는 2경기에 구원 등판을 포함한 총 11경기에 등판해 5승 1패, 평균자책점 2.31, WHIP 0.96을 기록하면서 회복되었고 애리조나 다이아몬드백스와의 디비전 시리즈 1차전에서 일본인 메이저 리거로서는 처음으로 포스트 시즌 개막전 투수로서 등판해 랜디 존슨과의 투수전을 펼쳤다. 애틀랜타 브레이브스와의 리그 챔피언십 시리즈 1차전에서도 선발 등판해 그레그 매덕스와 투수전을 펼쳤다.

#### 콜로라도 로키스
2000년 1월 14일에 트레이드로 콜로라도 로키스에 이적, 4월 26일 피츠버그 파이어리츠전에서 일본인 메이저 리거로서는 역대 2번째의 홈런을 때려냈다. 6월에는 3연승을 기록했지만 전반기에는 17경기에 등판하여 4승 9패, 평균자책점 5.55, WHIP 1.47의 성적을 남겼다. 9월 3일의 밀워키 브루어스전에서 일본인 메이저 리거로서는 역대 2번째인 통산 500투구 이닝에 도달했지만 결국 후반기에서도 12경기에 등판하여 2승 6패, 평균자책점 6.32, WHIP 1.58이라는 부진한 성적을 남겼고 28일에는 오른팔 상완 부분에 수술을 받아 시즌을 마쳤다.

#### 몬트리올 엑스포스
2001년에는 스프링 트레이닝에 의해 방출되어 4월 13일 몬트리올 엑스포스와 1년 간 30만 달러로 계약을 맺었다. 선발과 롱릴리프를 겸임해 4월 16일의 뉴욕 메츠전에서는 신조 쓰요시와 맞대결을 펼쳐 유격수 땅볼로 잡아 이 경기 이후 16과 2/3이닝 연속 무실점으로 순조로운 활약을 보였다. 6월 8일의 뉴욕 메츠전에서는 부진을 겪고있는 이라부 히데키를 대신해서 선발 등판해 6이닝 동안 2실점을 허용, 타선에 지원을 받지 못한채 패전 투수가 되었다. 8월 8일 휴스턴 애스트로스전에서는 연장 10회부터 등판해 2개월만에 승리 투수가 되었고 동시에 미일 통산 100승을 달성했다. 선발에서는 11경기에 등판하면서 2승 7패, 평균자책점 5.56, WHIP 1.56을 남겼고 구원 투수로서 등판할 때 31경기에 등판하여 2승 무패, 평균자책점 4.03, WHIP 1.15의 성적을 남겼다. 12월 21일에는 1년 간 30만 달러로 재계약을 맺었다.
이듬해 2002년 스프링 트레이닝에서는 최고 속도 92 mph(약 148 km/h)를 측정하는 등의 호조를 보여 개막 이후부터 선발로서 기용되었다. 4월 16일 시카고 컵스전에서는 5이닝 동안 3개의 피안타와 1실점의 투구로 일본인 메이저 리거로서는 역대 3번째인 통산 30승에 도달했다. 그러나 21일의 뉴욕 메츠전에서 3과 2/3이닝 동안 7피안타 3실점으로 무너지는 등 선발 로테이션에서 제외되었다. 6월 11일 디트로이트 타이거스전에서는 선발로 복귀했고 20일의 캔자스시티 로열스전에 선발 등판해 5이닝 7피안타 무실점의 투구를 보였다.
8월 6일 세인트루이스 카디널스전에서는 3년 만에 완투 승리를 거뒀고 9월에는 왼쪽 어깨를 다쳐 시즌 종료 후에 수술을 받았다. 12월 5일에는 FA가 되면서 팀을 떠났다.

### 일본 야구계로 복귀

#### 오릭스 블루웨이브·오릭스 버펄로스
2003년 1월 7일에 오릭스 블루웨이브와 계약을 맺어 처음으로 개막전 선발 투수를 맡았지만 8월에는 왼쪽 발목 수술을 받는 등 2승에만 머물렀다. 이듬해 2004년에는 3경기에만 등판하여 그 해에 방출당했다.
타 구단과의 교섭은 결정되지 않았지만 오릭스 블루웨이브가 오사카 긴테쓰 버펄로스와의 합병에 의해 ‘오릭스 버펄로스’라는 팀 이름이 변경된 것과 동시에 감독으로 취임한 오기 아키라가 “그 선수(요시이)를 팀에 반드시 남겨달라”라고 구단에 호소했다. 입단 테스트에 합격하면 재계약이라는 이례적인 조건으로 2005년 2월 경 오릭스 스프링 캠프에서 테스트에 참가, 오기 감독으로부터 높은 평가를 받아 오릭스에 재입단했다. 2005년에는 개막 이후 6연승을 기록했지만 같은 해 8월 13일 지바 롯데 마린스전(14차전, 당시 스카이마크 스타디움에서 경기를 펼침)에서는 천둥 번개가 울리는 와중에 등판하여 2이닝 동안 5실점에서 KO를 당해 패전 투수가 되었다.
2006년에는 선발 로테이션의 일원으로서 활약했고 이듬해 2007년에는 선발 투수로서 시즌을 맞이했지만 성적 부진을 이유로 테리 콜린스 감독으로부터 중간 계투로 뛰라는 명령을 받았다. 그러나 선발 투수로서의 충분한 요건을 갖추고 있던 요시이는 이에 응하지 않았고 타 구단으로의 이적을 요구했다. 결국 6월 28일에 히라시타 고지와의 맞트레이드로 지바 롯데 마린스에 이적했다.

#### 지바 롯데 마린스
지바 롯데에 이적한 이후 4경기에 선발 등판하였지만 평균자책점이 13점대라는 초라한 성적을 남길 정도의 부진에 시달리는 등 지바 롯데에서는 단 한 번도 1승을 올리지 못한 채 결국 방출당했다(2007년 10월 27일). 당시 요시이는 현역 생활을 계속하고 싶다는 강한 의지를 갖고 있었기 때문에 일본 국내가 아니면 대한민국, 미국, 중화민국 등에서도 현역 생활을 하겠다는 생각을 가졌고 홋카이도 닛폰햄 파이터스로부터 투수 코치를 맡아달라는 요청에도 애초에는 관심을 드러내지 않았지만 “현역 생활을 계속하게 된다면 가족에게 폐를 끼친다”라고 생각을 바꿨다. 또 긴테쓰 시절의 선배이자 같이 배터리를 짰던 나시다 마사타카 감독이 요시이를 코치로서의 소질을 높게 평가한 사실을 전해듣고 결국 현역에서 은퇴하기로 결심해 닛폰햄의 투수 코치를 맡게되었다.
이듬해 2008년 3월 11일 시범 경기인 지바 롯데 vs 닛폰햄전(지바 마린 스타디움)을 은퇴 경기로서 치렀는데 이것은 뉴욕 메츠와 지바 롯데 시절의 감독이었던 바비 밸런타인 감독의 조치에 의해 실현되었고 밸런타인이 타석에 들어서기도 했다.

### 그 후
2008년부터 2009년까지 닛폰햄 1군 투수 코치, 2010년에 2군 투수 코치, 2011년부터 다시 1군 투수 코치를 맡았다. 2013년 시즌에도 계속 맡을 예정이었지만 2012년 11월 4일에 구단으로부터 다음 시즌에 재계약을 맺지 않겠다는 방침에 따라 코치직에서 물러났다. 2013년 일본의 스포츠채널인 폭스 스포츠 재팬의 야구해설위원으로 활동하게 되었다.

## 상세 정보

### 출신 학교
- 와카야마 현립 미노시마 고등학교

### 선수 경력
NPB
- 긴테쓰 버펄로스(1984년 ~ 1994년)
- 야쿠르트 스왈로스(1995년 ~ 1997년)
- 오릭스 블루웨이브·오릭스 버펄로스(2003년 ~ 2007년)
- 지바 롯데 마린스(2007년)

MLB
- 뉴욕 메츠(1998년 ~ 1999년)
- 콜로라도 로키스(2000년)
- 몬트리올 엑스포스(2001년 ~ 2002년)

### 지도자 경력
- 홋카이도 닛폰햄 파이터스 1군 투수 코치(2008년 ~ 2009년, 2011년 ~ 2012년, 2016년 ~ 2018년)
- 홋카이도 닛폰햄 파이터스 2군 투수 코치(2010년)
- 후쿠오카 소프트뱅크 호크스 1군 투수 코치(2015년)
- 지바 롯데 마린스 1군 투수 코치(2019년 ~ 2021년)
- 지바 롯데 마린스 감독(2023년 ~ )

### 수상·타이틀 경력

#### 타이틀
NPB
- 최우수 구원 투수 : 1회(1988년)

#### 수상
MLB
- 월간 MVP : 2회(1988년 4월, 1990년 7월)
- 파이어맨상 : 1회(1988년)
- 우수 JCB·MEP상 : 1회(1996년)

### 주요 기록

#### 첫 기록(NPB)
- 첫 등판 : 1985년 9월 16일, 대 세이부 라이온스 22차전(후지이데라 구장), 9회초에 3번째 투수로서 구원 등판·마무리, 1이닝 무실점
- 첫 선발 : 1985년 9월 18일, 대 난카이 호크스 25차전(오사카 구장), 2이닝 8실점(6자책점)에서 패전 투수
- 첫 탈삼진 : 상동, 2회말에 사사키 마코토로부터
- 첫 승리 : 1987년 8월 18일, 대 난카이 호크스 14차전(후지이데라 구장), 3회초에 2번째 투수로서 구원 등판, 6과 1/3이닝 3실점
- 첫 선발 승리·첫 완투 승리 : 1987년 10월 13일, 대 닛폰햄 파이터스 26차전(고라쿠엔 구장), 9이닝 1실점
- 첫 세이브 : 1988년 4월 27일, 대 롯데 오리온스 2차전(가와사키 구장), 8회말에 3번째 투수로서 구원 등판·마무리, 2이닝 무실점
- 첫 완봉 승리 : 1993년 6월 17일, 대 세이부 라이온스 11차전(세이부 라이온스 구장)

#### 기록 달성 경력(NPB)
- 통산 1000투구 이닝 : 1997년 9월 23일, 대 히로시마 도요 카프 22차전(히로시마 시민 구장), 8회말 2아웃에 마치다 고지로를 3루수 플라이로 달성 ※역대 274번째

#### 기타
NPB
- 올스타전 출장 : 4회(1988년, 1995년 ~ 1997년)
- 전 구단 상대로 승리 : 2006년 3월 29일, 대 도호쿠 라쿠텐 골든이글스 2차전(풀캐스트 스타디움 미야기), 선발 등판으로 5이닝 1실점 ※역대 5번째[5]
- 1이닝 2개의 만루 홈런 허용 : 2007년 4월 1일, 대 도호쿠 라쿠텐 골든이글스 2차전(풀캐스트 스타디움 미야기), 3회말에 호세 페르난데스, 야마사키 다케시에게서 ※역대 2번째(퍼시픽 리그에서는 최초)[6]
- 42세 이상에서의 승리 투수 : 2007년 4월 25일, 대 도호쿠 라쿠텐 골든이글스 4차전(교세라 돔 오사카), 선발 등판으로 5이닝 1실점(당시 42세 0개월)[7]

MLB
- 메이저 리그 일본인 첫 도루 : 2000년 6월 24일, 대 애리조나 다이아몬드백스 전

### 등번호
- 36(1984년 ~ 1988년)
- 11(1989년)
- 21(1990년 ~ 1994년, 1996년 ~ 1997년, 1998년 시즌 도중 ~ 2000년, 2006년 ~ 2007년 시즌 도중, 2023년~)
- 24(1995년, 2007년 시즌 도중 ~ 같은 해 시즌 종료)
- 29(1998년 ~ 같은 해 시즌 도중)
- 55(2001년 ~ 2004년)
- 77(2005년, 2015년)
- 81(2008년 ~ 2012년, 2016년 ~ 2018년) ※일본 대표팀 코치로서도 착용
- 71(2019년 ~ 2021년)

### 연도별 투수 성적
| 연 도      | 소 속      | 등 판 | 선 발 | 완 투 | 완 봉 | 무 4 구 | 승 리 | 패 전 | 세 이 브 | 홀 드 | 승 률 | 타 자 | 이 닝  | 피 안 타 | 피 홈 런 | 볼 넷 | 고 4 | 몸 맞 | 탈 삼 진 | 폭 투 | 보 크 | 실 점 | 자 책 점 | 평 자 책 | W H I P |
| ---------- | ---------- | ----- | ----- | ----- | ----- | ------- | ----- | ----- | -------- | ----- | ----- | ----- | ------ | -------- | -------- | ----- | ---- | ----- | -------- | ----- | ----- | ----- | -------- | -------- | ------- |
| 1985년     | 긴테쓰     | 2     | 1     | 0     | 0     | 0       | 0     | 1     | 0        | --    | .000  | 20    | 3.0    | 6        | 1        | 3     | 0    | 0     | 1        | 0     | 0     | 9     | 7        | 21.00    | 3.00    |
| 1986년     | 긴테쓰     | 2     | 0     | 0     | 0     | 0       | 0     | 0     | 0        | --    | ----  | 18    | 2.1    | 10       | 1        | 2     | 0    | 0     | 2        | 0     | 0     | 7     | 6        | 23.14    | 5.14    |
| 1987년     | 긴테쓰     | 13    | 2     | 1     | 0     | 0       | 2     | 1     | 0        | --    | .667  | 157   | 36.0   | 45       | 3        | 12    | 1    | 0     | 23       | 2     | 0     | 21    | 19       | 4.75     | 1.58    |
| 1988년     | 긴테쓰     | 50    | 0     | 0     | 0     | 0       | 10    | 2     | 24       | --    | .833  | 344   | 80.1   | 76       | 3        | 27    | 2    | 6     | 44       | 0     | 0     | 27    | 24       | 2.69     | 1.28    |
| 1989년     | 긴테쓰     | 47    | 0     | 0     | 0     | 0       | 5     | 5     | 20       | --    | .500  | 358   | 84.1   | 77       | 8        | 37    | 7    | 3     | 44       | 2     | 0     | 28    | 28       | 2.99     | 1.35    |
| 1990년     | 긴테쓰     | 45    | 2     | 0     | 0     | 0       | 8     | 9     | 15       | --    | .471  | 330   | 74.1   | 80       | 4        | 30    | 4    | 4     | 55       | 5     | 0     | 29    | 28       | 3.39     | 1.48    |
| 1991년     | 긴테쓰     | 21    | 0     | 0     | 0     | 0       | 2     | 1     | 2        | --    | .667  | 108   | 26.1   | 30       | 0        | 6     | 2    | 1     | 13       | 0     | 0     | 11    | 10       | 3.42     | 1.37    |
| 1992년     | 긴테쓰     | 9     | 0     | 0     | 0     | 0       | 1     | 0     | 0        | --    | 1.000 | 45    | 11.2   | 10       | 1        | 2     | 0    | 0     | 4        | 1     | 0     | 3     | 3        | 2.31     | 1.03    |
| 1993년     | 긴테쓰     | 22    | 13    | 2     | 1     | 0       | 5     | 5     | 0        | --    | .500  | 423   | 104.2  | 100      | 7        | 25    | 1    | 2     | 66       | 2     | 1     | 38    | 31       | 2.67     | 1.19    |
| 1994년     | 긴테쓰     | 21    | 19    | 2     | 0     | 1       | 7     | 7     | 0        | --    | .500  | 436   | 97.0   | 118      | 16       | 37    | 0    | 1     | 42       | 4     | 0     | 69    | 59       | 5.47     | 1.60    |
| 1995년     | 야쿠르트   | 25    | 22    | 7     | 2     | 2       | 10    | 7     | 0        | --    | .588  | 589   | 147.1  | 127      | 14       | 39    | 2    | 3     | 91       | 8     | 1     | 53    | 51       | 3.12     | 1.13    |
| 1996년     | 야쿠르트   | 25    | 24    | 9     | 1     | 2       | 10    | 7     | 0        | --    | .588  | 749   | 180.1  | 177      | 20       | 47    | 3    | 4     | 145      | 4     | 0     | 69    | 65       | 3.24     | 1.24    |
| 1997년     | 야쿠르트   | 28    | 26    | 6     | 2     | 2       | 13    | 6     | 0        | --    | .684  | 702   | 174.1  | 149      | 15       | 48    | 6    | 6     | 104      | 4     | 0     | 61    | 58       | 2.99     | 1.13    |
| 1998년     | NYM        | 29    | 29    | 1     | 0     | 0       | 6     | 8     | 0        | --    | .429  | 724   | 171.2  | 166      | 22       | 53    | 5    | 6     | 117      | 5     | 1     | 79    | 75       | 3.93     | 1.28    |
| 1999년     | NYM        | 31    | 29    | 1     | 0     | 0       | 12    | 8     | 0        | 0     | .600  | 723   | 174.0  | 168      | 25       | 58    | 3    | 6     | 105      | 1     | 0     | 86    | 85       | 4.40     | 1.30    |
| 2000년     | COL        | 29    | 29    | 0     | 0     | 0       | 6     | 15    | 0        | 0     | .286  | 726   | 167.1  | 201      | 32       | 53    | 5    | 2     | 88       | 2     | 1     | 112   | 109      | 5.86     | 1.52    |
| 2001년     | MON        | 42    | 11    | 0     | 0     | 0       | 4     | 7     | 0        | 0     | .364  | 493   | 113.0  | 127      | 18       | 26    | 2    | 5     | 63       | 4     | 0     | 65    | 60       | 4.78     | 1.35    |
| 2002년     | MON        | 31    | 20    | 1     | 0     | 1       | 4     | 9     | 0        | 1     | .308  | 553   | 131.1  | 143      | 15       | 32    | 2    | 4     | 74       | 5     | 0     | 66    | 60       | 4.11     | 1.33    |
| 2003년     | 오릭스     | 24    | 12    | 1     | 1     | 0       | 2     | 7     | 1        | --    | .222  | 350   | 76.0   | 103      | 14       | 20    | 1    | 3     | 43       | 0     | 0     | 58    | 55       | 6.51     | 1.62    |
| 2004년     | 오릭스     | 3     | 1     | 0     | 0     | 0       | 0     | 1     | 0        | --    | .000  | 25    | 3.2    | 9        | 2        | 4     | 0    | 0     | 2        | 1     | 0     | 9     | 7        | 17.18    | 3.55    |
| 2005년     | 오릭스     | 15    | 15    | 0     | 0     | 0       | 6     | 5     | 0        | 0     | .545  | 303   | 73.2   | 80       | 10       | 9     | 0    | 1     | 33       | 0     | 0     | 35    | 33       | 4.03     | 1.21    |
| 2006년     | 오릭스     | 19    | 19    | 0     | 0     | 0       | 7     | 9     | 0        | 0     | .438  | 420   | 101.2  | 109      | 10       | 22    | 0    | 2     | 33       | 1     | 0     | 47    | 43       | 3.81     | 1.29    |
| 2007년     | 오릭스     | 10    | 10    | 0     | 0     | 0       | 1     | 6     | 0        | 0     | .143  | 190   | 40.2   | 51       | 5        | 14    | 1    | 4     | 14       | 0     | 0     | 39    | 26       | 5.75     | 1.60    |
| 2007년     | 지바 롯데  | 4     | 4     | 0     | 0     | 0       | 0     | 3     | 0        | 0     | .000  | 73    | 12.1   | 30       | 1        | 6     | 1    | 2     | 4        | 1     | 0     | 19    | 18       | 13.14    | 2.92    |
| '07 소계   | 지바 롯데  | 14    | 14    | 0     | 0     | 0       | 1     | 9     | 0        | 0     | .100  | 263   | 53.0   | 81       | 6        | 20    | 2    | 6     | 18       | 1     | 0     | 58    | 44       | 7.47     | 1.91    |
| NPB : 18년 | NPB : 18년 | 385   | 170   | 28    | 7     | 7       | 89    | 82    | 62       | 0     | .520  | 5640  | 1330.0 | 1387     | 135      | 390   | 32   | 42    | 763      | 34    | 2     | 632   | 571      | 3.86     | 1.34    |
| MLB : 5년  | MLB : 5년  | 162   | 118   | 3     | 0     | 1       | 32    | 47    | 0        | 1     | .405  | 3219  | 757.1  | 805      | 112      | 222   | 17   | 23    | 447      | 17    | 2     | 408   | 389      | 4.62     | 1.36    |